# Rodžer Altunjan
Rodžer Altunjan (енгл. Roger Edward Collingwood Altounyan, 1922–1987) bio je britanski lekar i farmakolog jermenskog porekla koji je otkrio natrijumov kromoglicin kao lek za astmu.

## Karijera

### Farmakološka istraživanja
Proučavajući kelu, Sirijski tradicionalni lek za astmu, Altounian je 1965. otkrio da je njen aktivni sastojak, Khelin. Antounian je na samom sebi testirao brojne komponente Khelina. Uspeo je da izdvoji bezbedniju hemikaliju baziranu na khelinu, natrijum hromoglicin. Natrijum hromoglicin je prvobitno klinički korišćen za stabilizaciju Mastocita. Mastociti imaju ključnu ulogu alergijskim i astmatičnim reakcijama. Oni sadrže snažne inflamatorne posrednike koji kad se oslobode dovode do upale i Bronhokonstrikcije (blokade) disajnih puteva. Natrijum hromoglicin stabilizuje mastocite i time sprečava oslobađanje Histamina koji izazivaju alergijsku reakciju.

### Vojna služba
Altounian se priključio Kraljevskoj avijaciji 1941. i postao instruktor letenja. Smatrali su ga za izvanrednog instruktora pilota bombardera i 1943 je bio postavljen u službu u školi za pilote instruktore. Dodeljena mu je nagrada Krst avijacije za razvoj novih tehnika noćnog letenja. Njegovo letačko iskustvo se navodi kao inspiracija za "spinhaler", propelersku spravicu koja se koristi da se natrijum hromoglicin dostavi duboko u pluća.